# Thanh kem
Thanh kem là một món tráng miệng đông lạnh cắm trên que hoặc thanh kẹo có chứa kem trong đó. Lớp phủ bên ngoài thường là một lớp sô-cô-la mỏng dùng để ngăn kem bị chảy và nhỏ giọt. Ở bên Anh, loại kem này còn được gọi là Choc ice. Thanh kem khác biệt với kem que ở chỗ không có bất cứ loại kem nào khác.

## Lịch sử
Lúc đầu loại kem này vốn có tên gọi "I-Scream-Bar", tức thanh kem, thanh sô-cô-la hãng Edy's Pie (tiền thân là Eskimo Pie) do một chủ hiệu thuốc tên là Chris Nelson ở Iowa phát minh ra, vốn lấy cảm hứng từ một cậu bé mang tên Douglas Ressenden lúc đó đang lưỡng lự giữa kẹo và kem. Bằng sáng chế được trao cho tác giả vào năm 1922 nhưng bị vô hiệu hóa vào năm 1928.
Một trong những quảng cáo sớm nhất cho thanh kem Eskimo Pies đã xuất hiện trên số ra ngày 3 tháng 11 năm 1921 của tờ báo Iowa City Press-Citizen.
Theo công ty kem Good Humor cho biết thì chính thợ làm bánh kẹo Harry Burt mới là người phát minh ra que kem vào năm 1920, và được cấp bằng sáng chế vào năm 1923.